# Wasco (Oregon)
Wasco az Amerikai Egyesült Államok északnyugati részén, Oregon állam Sherman megye megyéjében helyezkedik el. A 2010. évi népszámláláskor 410 lakosa volt. A város területe 2,59 km², melynek 100%-a szárazföld.
A településtől 1,6 km-re keletre található a Wascói állami repülőtér.

## Éghajlat
A térség nyarai melegek (de nem forróak) és szárazak. A Köppen-skála alapján a város éghajlata meleg nyári mediterrán. A legcsapadékosabb a november–január, a legszárazabb pedig a július–augusztus közötti időszak. A legmelegebb hónap július, a leghidegebb pedig január.
| Hónap                                   | Jan.  | Feb.  | Már.  | Ápr. | Máj.  | Jún. | Júl. | Aug. | Szep. | Okt.  | Nov.  | Dec.  | Év    |
| --------------------------------------- | ----- | ----- | ----- | ---- | ----- | ---- | ---- | ---- | ----- | ----- | ----- | ----- | ----- |
| Rekord max. hőmérséklet (°C)            | 17,0  | 22,0  | 26,0  | 33,0 | 38,0  | 41,0 | 45,0 | 41,0 | 38,0  | 31,0  | 24,0  | 18,0  | 45,0  |
| Átlagos max. hőmérséklet (°C)           | 2,8   | 6,3   | 12,1  | 17,0 | 21,3  | 24,9 | 30,2 | 29,0 | 29,4  | 18,0  | 9,0   | 4,7   | 17,1  |
| Átlaghőmérséklet (°C)                   | −1,5  | 2,1   | 6,5   | 10,0 | 13,7  | 17,2 | 21,4 | 20,6 | 18,9  | 11,2  | 4,6   | 1,4   | 10,6  |
| Átlagos min. hőmérséklet (°C)           | −4,3  | −2,1  | 0,8   | 3,0  | 6,0   | 9,5  | 12,6 | 12,1 | 8,4   | 4,3   | 0,1   | −2,0  | 4,1   |
| Rekord min. hőmérséklet (°C)            | −29,0 | −29,0 | −10,0 | −8,0 | −11,0 | 0,0  | 1,0  | 3,0  | −4,0  | −12,0 | −14,0 | −33,0 | −33,0 |
| Átl. csapadékmennyiség (mm)             | 47    | 31    | 25    | 19   | 18    | 16   | 5    | 7    | 14    | 27    | 44    | 48    | 301   |
| Forrás: Western Regional Climate Center |       |       |       |      |       |      |      |      |       |       |       |       |       |

## Népesség

### 2010
A 2010-es népszámláláskor a városnak 410 lakója, 182 háztartása és 111 családja volt. A népsűrűség 158,3 fő/km2. A lakóegységek száma 208, sűrűségük 80,3 db/km2. A lakosok 95,6%-a fehér, 0,5%-a afroamerikai, 0,7%-a indián, 0,2%-a ázsiai, 0,2%-a a Csendes-óceáni szigetekről származik, 1,5%-a egyéb, 1,2%-a pedig kettő vagy több etnikumú. A spanyol vagy latino származásúak aránya 2% (1,5% mexikói,   0,5% egyéb spanyol vagy latino származású.)
A háztartások 17,6%-ában élt 18 évnél fiatalabb. 49,5% házas, 8,2% egyedülálló nő, 3,3% egyedülálló férfi, 39% pedig nem család. 31,3% egyedül élt; 13,1%-uk 65 éves vagy idősebb. Egy háztartásban átlagosan 2,25 személy élt; a családok átlagmérete 2,8 fő.
A medián életkor 50,2 év volt. A város lakóinak 18%-a 18 évesnél fiatalabb, 7,9% 18 és 24 év közötti, 18,3%-uk 25 és 44 év közötti, 31,9%-uk 45 és 64 év közötti, 23,9%-uk pedig 65 éves vagy idősebb. A lakosok 51,5%-a férfi, 48,5%-a pedig nő.

### 2000
A 2000-es népszámláláskor  a városnak 381 lakója, 168 háztartása és 110 családja volt. A népsűrűség 147,1 fő/km2. A lakóegységek száma 196, sűrűségük 75,7 db/km2. A lakosok 94,23%-a fehér,  2,36%-a indián, 0,26%-a ázsiai,  0,26%-a egyéb-, 2,89%-a pedig kettő vagy több etnikumú. A spanyol vagy latino származásúak aránya 3,41% (2,6% mexikói,   0,8% pedig egyéb spanyol/latino származású.)
A háztartások 25%-ában élt 18 évnél fiatalabb. 56,5% házas, 4,8% egyedülálló nő; 34,5% pedig nem család. 29,8% egyedül élt; 16,1%-uk 65 éves vagy idősebb. Egy háztartásban átlagosan 2,27 személy élt; a családok átlagmérete 2,73 fő.
A város lakóinak 23,1%-a 18 évesnél fiatalabb, 4,2% 18 és 24 év közötti, 22%-uk 25 és 44 év közötti, 28,3%-uk 45 és 64 év közötti, 22,3%-uk pedig 65 éves vagy idősebb. A medián életkor 45 év volt. Minden 100 nőre 101,6 férfi jut; a 18 évnél idősebb nőknél ez az arány 103,5.
A háztartások medián bevétele 35 917 amerikai dollár, ez az érték családoknál $39 375. A férfiak medián keresete $30 500, míg a nőké $21 875. A város egy főre jutó bevétele (PCI) $17 917. A családok 7%-a, a teljes népesség 11,9%-a élt létminimum alatt; a 18 év alattiaknál ez a szám 16,9%, a 65 évnél idősebbeknél pedig 9%.

## Fordítás
Ez a szócikk részben vagy egészben  a   Wasco, Oregon című angol Wikipédia-szócikk ezen változatának fordításán alapul.  Az eredeti cikk szerkesztőit annak laptörténete sorolja fel. Ez a jelzés csupán a megfogalmazás eredetét és a szerzői jogokat jelzi, nem szolgál a cikkben szereplő információk forrásmegjelöléseként.